# Центральная женская школа снайперской подготовки
Центральная женская школа снайперской подготовки (ЦЖШСП) — военное учебное заведение при Главном Управлении Всевобуча (ГУВВО) НКО СССР в 1943—1945 годах.
Первоначально размещалась в посёлке Вешняки, с 5 июня 1943 года — в посёлке Аме́рево Щёлковского района Московской области (ныне — в черте города Щёлково), откуда была переведена в Подольск. За время существования школы (7 выпусков) подготовлен 1061 снайпер и 407 инструкторов снайперского дела. Две воспитанницы школы были удостоены звания Героя Советского Союза.
В Российской Федерации, приказом министра обороны, лицам женского пола запрещено замещение воинской должности снайпер.

## История
20 марта 1942 года приказом НКО СССР была создана школа инструкторов-снайперов при Главном Управлении Всевобуча (ГУВВО), которая начала занятия с первым набором курсантов 18 апреля. В школу были мобилизованы инструкторы-снайперы не моложе 20 лет, физически здоровые, отличные стрелки, прошедшие 110-часовую программу Всевобуча, с образованием не ниже семи классов.
3 мая состоялось торжественное открытие школы с парадом личного состава и принятием воинской присяги.
27 ноября 1942 года приказом НКО СССР школа инструкторов-снайперов реорганизована в Центральную школу инструкторов снайперской подготовки (ЦШИСП) при ГУВВО НКО СССР. При ней были сформированы женские курсы отличных стрелков снайперской подготовки с 3-месячным сроком обучения. 7 декабря ЦК ВЛКСМ принял постановление о призыве на снайперские курсы комсомолок.
2 февраля 1943 года личный состав ЦШИСП и женских курсов отличных стрелков снайперской подготовки внесли свои сбережения (69 260 рублей) на производство снайперских винтовок.
5 февраля 1943 года в посёлке Косино был открыт снайперский полигон.
21 мая 1943 года приказом НКО СССР за № 0367 женские курсы при ЦШИСП преобразованы в Центральную женскую школу снайперской подготовки (ЦЖШСП), в которой к 25 июня было сформировано два батальона и отдельная рота инструкторов снайперского дела, всего 1120 курсантов.
5 июня 1943 года Центральная женская школа снайперской подготовки была переведена из посёлка Вешняки в посёлок Амерево Шелковского района Московской области, где 7 июня приступила к плановым занятиям. Девушек-курсанток обучали действовать в военной обстановке: стрелять, ползать по-пластунски, маскироваться, окапываться, оказывать первую медицинскую помощь, действовать в противогазе, разбирать и собирать винтовку, принимать самостоятельные решения в условиях боя. Много внимания уделялось психологической подготовке, а также воспитанию выносливости.
22—23 июня 1943 года из числа первого выпуска ЦЖШСП было направлено:
- на укомплектование должностей младшего командного состава школы — 125 человек;
- на Калининский фронт — 50 человек;
- на Северо-Западный фронт — 54 девушек-снайперов.

В первый же день «охоты» ефрейтор Скрипочкина убила двух гитлеровцев, Белоусова и Галиня по одному, сержант Крамерева и ефрейторы Бычкова и Комарова за первые два дня «охоты» уничтожили также по два гитлеровца. Честь и слава девушкам-патриоткам, очищающим советскую землю от фашистской заразы!
— 
25 июля состоялся второй набор курсантов ЦЖШСП. За отличную подготовку девушек-снайперов ЦЖШСП было вручено памятное Красное знамя ЦК ВЛКСМ. 6 сентября за успешную работу по подготовке снайперов для Красной Армии Секретариат ЦК ВЛКСМ принял решение наградить командный, политический и преподавательский состав ЦЖШСП именными часами.
11 сентября 1943 года ЦЖШСП переехала из летнего лагеря в Аме́рево на зимние квартиры на станцию Силикатная, в посёлок цементного завода Подольского района Московской области. Бараки курсанты строили своими силами.
25 октября 1943 года 17-ти сержантам ЦЖШСП, сдавшим экстерном экзамены при Московском пехотном училище, было присвоено звание младшего лейтенанта.
21 января 1944 года Секретариат ЦК ВЛКСМ за отличные показатели в боевой и политической подготовке наградил сержантский и офицерский состав снайперов-инструкторов ЦЖШСП почётными грамотами, именными снайперскими винтовками и именными наручными часами. 24 января начальник Главного управления Всевобуча генерал-майор Н. Н. Пронин вручил школе Красное знамя Президиума Верховного Совета СССР.
27 января 1944 года 121 воспитанница отдельной инструкторской роты ЦЖШСП была откомандирована в распоряжение штабов Западного и Северо-Западного фронтов. 17 февраля 1944 года было получено письмо начальника политотдела 54-й отдельной стрелковой бригады подполковника Ефимова о подвиге выпускницы школы Алии Молдагуловой и о представлении её к званию Героя Советского Союза (посмертно).
6 марта 1944 года за отличные показатели в боевой и политической подготовке, отличное несение службы и примерную дисциплину 56 офицеров, сержантов и рядовых ЦЖШСП были награждены нагрудными знаками «Отличник РККА». Приказом по школе для увековечивания памяти воспитанницы школы старшины Л. Я. Массальской, погибшей в бою за Родину, её нагрудный знак «Отличник РККА» был установлен на специальной доске в клубе школы.
12 марта 1944 года выпускницы школы были направлены:
- в распоряжение начальника штаба Карельского фронта — 150 человек;
- в распоряжение начальника штаба 2-го Прибалтийского фронта — 75 человек;
- в распоряжение начальника штаба Западного фронта — 200 человек;
- в распоряжение начальника штаба 1-го Прибалтийского фронта — 75 человек;
- в распоряжение начальника штаба 1-го Белорусского фронта — 85 человек.

8 марта 1944 года за отличную боевую и политическую подготовку Секретариат ЦК ВЛКСМ наградил курсантов, офицеров, сержантов и рядовой состав ЦЖШСП: почётными грамотами ЦК ВЛКСМ — 36 человек, именными снайперскими винтовками — 16 человек и именными часами — 5 человек.
1 мая 1944 года состоялся третий набор курсанток в школу, с принятием военной присяги и парадом. 21 мая 1944 года к годовщине школы 40 офицеров и сержантов ЦЖШСП были награждены нагрудным знаком «Отличник РККА». По случаю годовщины школы и для передачи боевого опыта с 20 мая по 6 июня с Западного, 3-го Белорусского, 1-го и 3-го Прибалтийских фронтов в ЦЖШСП прибыли 22 девушки-снайпера.
10 августа 1944 года ЦК ВЛКСМ принял постановление о мобилизации девушек-комсомолок в ЦЖШСП и обязал 16 областных организаций ВЛКСМ мобилизовать 360 девушек-комсомолок из числа окончивших комсомольско-молодёжные подразделения снайперов в системе Всевобуча.
25 ноября 1944 года 559 девушек-снайперов выехали в действующую армию. На митинге комсорг роты старший сержант И. Константинова, награждённая именной винтовкой ЦК ВЛКСМ, заявила:

Дорогие друзья, я еду на фронт с грозным оружием — снайперской винтовкой. Я клянусь, что честь и доверие, оказанные мне, не посрамлю. Буду беспощадна к врагу. Буду истреблять фашистов днём и ночью до полной победы над оккупантами.
— 
21 февраля 1945 года 149 инструкторов-снайперов и 262 снайпера, окончивших ЦЖШСП, были направлены в действующие части:
- 1-го Белорусского фронта — 35 инструкторов и 60 снайперов;
- 2-го Белорусского фронта — 35 инструкторов и 52 снайпера;
- 1-го Украинского фронта — 40 инструкторов и 70 снайперов;
- 4-го Украинского фронта — 39 инструкторов и 80 снайперов.

В период с 15 марта по 10 мая 1945 года школа была расформирована, а часть личного состава ЦЖШСП передана курсам усовершенствования офицеров Всевобуча НКО СССР. 106 девушкам, экстерном сдавшим экзамены при Московском пехотном училище имени Верховного Совета СССР, присвоено звание младшего лейтенанта.

## Руководящий состав
Начальники школы:
- Кольчак Николай Николаевич, полковник (23 мая 1943 — 24 мая 1944).
- Русин Алексей Ильич, майор (24 мая 1944 — 13 июня 1944; временно исполняющий дела).
- Рыбченков А. М., полковник (13 июня 1944 — 30 апреля 1945).
- Маркин Михаил Иванович, подполковник (30 апреля 1945 — 10 мая 1945; временно исполняющий обязанности).

Начальники политотдела:
- майор Никифорова Екатерина Никифоровна (май — сентябрь 1943).
- Мурманцева Вера Семёновна (с сентября 1943).

Заместители начальника ЦЖШСП по комсомолу:
- Корнева Нина Александровна.
- Соловей Нина Сергеевна.

Командирами батальонов и рот были фронтовики-мужчины, прибывшие из госпиталей: Крепс Н. Г., Пащенко Б. А., Карпенко А. М., Большаков К. К., Милен Я. Н. и другие.
Первыми командирами взводов были бывшие инструкторы «Осоавиахима» Петухова О. Н., Морозова А., Мудрецова И. С., Маликова О., Успенская Е. С., Иванов И., Захваткин В., Ураков М. С., Кондратьев В. и другие.

## Известные воспитанницы
Две воспитанницы школы были удостоены звания Героя Советского Союза. 15 девушек-снайперов награждены орденом Славы II и III степеней, 113 — орденом Славы III степени и 50 — двумя и более орденами.
| Награда                                             | Ф. И. О.                          | Должность                                                                                             | Звание                  | Дата награждения              | Примечания             |
| --------------------------------------------------- | --------------------------------- | --- | ----------------------- | ----------------------------- | ---------------------- |
|                                                     | Барамзина, Татьяна Николаевна     | снайпер, затем телефонист 3-го стрелкового батальона 252-го стрелкового полка 70-й стрелковой дивизии | ефрейтор                | 24 марта 1945 (посмертно)     | погибла 5 июля 1944    |
|                                                     | Молдагулова, Алия Нурмухамбетовна | снайпер 54-й отдельной стрелковой бригады                                                             | ефрейтор                | 4 июня 1944 (посмертно)       | погибла 14 января 1944 |
| Орден Славы III степени, медаль «За боевые заслуги» | Москвичёва, Серафима Васильевна   | снайпер 70-й стрелковой дивизии                                                                       | ефрейтор                | 1944 (посмертно) 30.04.1944   | погибла 12 июля 1944   |
| Ордена Славы II и III степени                       | Шанина, Роза Егоровна             | снайпер 184-й стрелковой дивизии                                                                      | старший сержант         | 18 июня 1944 22 сентября 1944 | погибла 28 января 1945 |
| Орден Красного Знамени                              | Шляхова, Александра Николаевна    | снайпер 21-й гвардейской стрелковой дивизии                                                           | гвардии младший сержант | 26 января 1944                | погибла 7 октября 1944 |

## Награды и почётные наименования
- Памятное Красное знамя ЦК ВЛКСМ (25 июля 1943 года) — за отличную подготовку снайперов;
- Красное знамя Президиума Верховного Совета СССР (24 января 1944 года).

За отличную подготовку девушек-снайперов от командиров частей и соединений 5-й, 8-й, 14-й, 31-й, 47-й армий, 1-й, 3-й и 4-й ударных армий в школу приходили сотни благодарностей. Некоторые благодарности:

Благодарим вас, а в Вашем лице весь инструкторско-педагогический состав за то, что Вы воспитали замечательных бойцов, уничтожающих врага в самых сложных условиях. Они служат Родине верой и правдой…

… Высокий класс подготовки и большое воинское мастерство девушек-снайперов — вот оценка, которую подсказывает общий итог, — 182 солдата и офицера противника уже не топчут землю нашей прекрасной Родины.
— Начальник штаба 1104-го стрелкового полка майор Безниско, 16 мая 1944

… Ваши воспитанники за полуторамесячный срок пребывания в дивизии истребили 225 немецких солдат и офицеров. Наибольший счёт у Рыжовой — 16, Суворовой — 15, Андриановой — 13. За образцовое выполнение заданий командования трое награждены орденом Красной Звезды, двум вручён орден Славы III степени.
— Командир 331-й стрелковой Краснознамённой дивизии гвардии генерал-майор Берестов, 22 мая 1944

… В сложных условиях и при быстро изменяющейся обстановке девушки-снайперы проявили находчивость при выборе огневых позиций и показали умение метко поражать цель.
— Член Военного Совета 3-го Прибалтийского фронта генерал-лейтенант Рудаков, сентябрь 1944 года

## Память
- В течение 15-ти лет Совет ветеранов ЦЖШСП возглавляла Е. Н. Никифорова, затем её сменила Н. С. Соловей. Благодаря усилиям секретаря Совета ветеранов Е С. Успенской все выпускницы снайперской школы получили возможность общения между собой — регулярно проводились слёты бывших снайперов. Велась также военно-патриотическая работа с молодёжью[5].
- По инициативе Совета ветеранов в начале 1960-х годов в школе № 73 Кунцевского района города Москвы был создан Музей боевой славы, который стал центром по изучению боевого пути выпускниц Центральной женской школы снайперской подготовки. Пионерские отряды этой школы носили имена девушек-снайперов — Героев Советского Союза Алии Молдагуловой, Татьяны Барамзиной, Натальи Ковшовой, Марии Поливановой, комсорга Александры Шляховой[5].
- В 2005 году в г. Подольске вышла книга «…И в снайперском прицеле есть добро», в которой систематизированы сведения о Центральной женской снайперской школе, приведены воспоминания оставшихся в живых её ветеранов. Книга иллюстрирована фотографиями военных лет[4].
- В Москве, рядом с территорией школы проходит Снайперская улица.

## В искусстве
- «Снайперы», реж. Болотбек Шамшиев. СССР, 1985.
- «Цель вижу», реж. Евгений Сокуров, Россия, Украина, 2013.